# TWO-MIX 25th Anniversary ALL TIME BEST
『TWO-MIX 25th Anniversary ALL TIME BEST』（トゥーミックス トゥエンティーフィフスアニバーサリー オールタイムベスト）は、日本の音楽ユニットTWO-MIXが2021年2月10日に発売された4枚目のベスト・アルバム。
当初は、2021年1月20日に発売予定だったが、制作上の都合により、2月10日に発売日が変更された。

## 制作
2011年に発売されたベスト・アルバム『TWO-MIX パーフェクト・ベスト』以来約10年ぶりの新譜リリースで、TWO-MIX自身初となるオールタイムベストアルバムであるが、ジョー・リノイエと共に参加したII MIX⊿DELTA名義の楽曲は1曲も収録されていない。
1998年にキングレコードからワーナーミュージック・ジャパンに移籍したのち、2003年にリリースされた「BEFORE THE IGNITION」以降はインディーズで活動していたが、その間にレコード会社から「アルバムを出しませんか?」というオファーがメンバーの永野椎菜の元へきたものの、体調への負担やストレスの増加に加え、当時永野はバセドウ病で闘病中だったため、その話は断ったという。そんな中、偶然SNSでTWO-MIXのファンであるキングレコードの邦楽セクションで働いている関係者と出逢い、キングレコード主催のイベントやコンサートに一緒に同行し、当時のスタッフと会いに行っているうちに自然と「25周年には絶対何かやりたいです」という話になり、当アルバムの発売するまでに至った。

## プロモーション
2020年4月29日に、TWO-MIX結成25周年プロジェクトが始動開始されたと同時に、ベストアルバム発売の決定が発表され。同日に、プロジェクトの公式Twitterも開設された。なお、プロジェクトの公式Twitterのプロフィールをはじめ、注意書きとして「TWO-MIX復活、活動再開の企画ではございません」と表記されている。
同年10月23日に、翌年の1月20日に当アルバム発売の決定が発表され、ベスト・アルバムの特設サイトも同時に公開された。

### TWO-MIX楽曲総選挙
2020年10月23日に、ベスト・アルバムの特設サイトにてTWO-MIXの全楽曲の中から5曲まで投票できる『TWO-MIX楽曲総選挙』が11月12日まで開催され、結果発表はプロジェクトの公式Twitterや特設サイトにて随時発表された。結果は以下の通り。
| 順位 | 楽曲                                   | 投票数 |
| ---- | -------------------------------------- | ------ |
| 1位  | 「JUST COMMUNICATION」                 | 1516票 |
| 2位  | 「RHYTHM EMOTION」                     | 1457票 |
| 3位  | 「WHITE REFLECTION」                   | 1382票 |
| 4位  | 「LAST IMPRESSION」                    | 1114票 |
| 5位  | 「TRUTH〜A Great Detective of Love〜」 | 885票  |
| 6位  | 「T・R・Y -RETURN TO YOURSELF-」       | 727票  |
| 7位  | 「LIVING DAYLIGHTS」                   | 454票  |
| 8位  | 「BREAK」                              | 414票  |
| 9位  | 「LOVE REVOLUTION」                    | 394票  |
| 10位 | 「Rhythm Generation」                  | 345票  |
| 11位 | 「LA VIE EN ROSE」                     | 276票  |
| 12位 | 「TRUE NAVIGATION」                    | 271票  |
| 13位 | 「ENDLESS LOVE」                       | 242票  |
| 14位 | 「FROM FAR DISTANCE」                  | 181票  |
| 14位 | 「THOUSAND NIGHTS」                    | 181票  |
| 16位 | 「TRUST ME」                           | 168票  |
| 17位 | 「Meeting on the Planet」              | 163票  |
| 18位 | 「BELIEVE MY BRAVE HEART」             | 160票  |
| 19位 | 「BECAUSE I LOVE YOU」                 | 148票  |
| 20位 | 「WINTER LOVE EXPRESS」                | 145票  |
| 21位 | 「LIGHTNING EVOLUTION」                | 142票  |
| 22位 | 「BELIEVE」                            | 139票  |
| 22位 | 「LOVE FORMULA -FREEDOM-」             | 139票  |
| 22位 | 「JUST COMMUNICATION II」              | 139票  |
| 25位 | 「BODY MAKES STREAM」                  | 125票  |
| 26位 | 「BEAT OF DESTINY」                    | 124票  |
| 27位 | 「Across The End〜Platinum Stream〜」  | 122票  |
| 27位 | 「WHITE SAILING」                      | 122票  |
| 29位 | 「SUMMER PLANET No.1」                 | 117票  |
| 30位 | 「STANCE OF RESISTANCE」               | 116票  |
| 31位 | 「STAYIN' ALIVE」                      | 113票  |
| 32位 | 「SILENT CRUISING」                    | 110票  |
| 32位 | 「T.R.Y〜NEXT〜」                      | 110票  |
| 34位 | 「INTO THE WIND」                      | 103票  |
| 34位 | 「NAKED DANCE」                        | 103票  |
| 34位 | 「TIME DISTORTION」                    | 103票  |
| 37位 | 「DIVIN' TO PARADISE」                 | 100票  |
| 38位 | 「BURNING」                            | 97票   |
| 39位 | 「1ST JUSTICE」                        | 96票   |
| 40位 | 「DANCE SEPTEMBER LOVE」               | 93票   |
| 41位 | 「INNOCENT DANCE」                     | 90票   |
| 41位 | 「Truth Duet with CONAN」              | 90票   |
| 43位 | 「CAN'T STOP LOVE♥♥」                  | 85票   |
| 44位 | 「Gravity Zero」                       | 79票   |
| 45位 | 「AIRMAIL FROM THE MOON」              | 72票   |
| 45位 | 「I'LL BE THERE」                      | 72票   |
| 45位 | 「MISSING YOU」                        | 72票   |
| 48位 | 「DO THAT DANCE」                      | 71票   |
| 49位 | 「GRADUATION」                         | 66票   |
| 50位 | 「MISSION "CINDELERA"」                | 65票   |

## アルバムジャケット
初回限定盤には、『新機動戦記ガンダムW』シリーズで登場した「ウイングガンダムゼロ（EW）」と、TWO-MIXのメンバーである高山みなみと永野椎菜のデビュー当時のイメージをイラストで共演した描き下ろしジャケット仕様となっており、漫画『新機動戦記ガンダムW Endless Waltz 敗者たちの栄光』の作画を担当した小笠原智史がイラストを手掛けた。
通常盤には、「レコーディングスタジオの中でメカニカルな腕が機械を操作する」という、TWO-MIXの楽曲イメージがテーマとなっており、撮影に使用されたメカニカルアームは、1996年に発売した3枚目のアルバム『BPM 150MAX』のブックレットでの撮影で実際に使われていたものが採用されている。

## チャート成績
2021年2月8日から2月10日までのCDアルバム売上では5位にランクインした。
2021年2月22日付オリコン週間シングルランキングでは0.9万枚を売り上げて6位にランクインした。TWO-MIXのアルバムでのオリコントップ10入りは、1998年に発売されたアルバム『DREAM TACTIX』で、1998年10月5日付にて6位を獲得して以来、22年5ヶ月ぶりとなった。
2021年2月22日付のBillboard Japan Hot Albumsでは7位にランクインした。

## 収録曲
| 全作詞: 永野椎菜。 |                                        |           |            |                       |      |
| #                  | タイトル                               | 作詞      | 作曲       | 編曲                  | 時間 |
| 1.                 | 「JUST COMMUNICATION」                 | 永野椎菜  | 馬飼野康二 | TWO-MIX               | 4:19 |
| 2.                 | 「RHYTHM EMOTION」                     | 永野椎菜  | 高山みなみ | TWO-MIX               | 3:54 |
| 3.                 | 「T・R・Y -RETURN TO YOURSELF-」       | 永野椎菜  | 馬飼野康二 | TWO-MIX               | 5:21 |
| 4.                 | 「LOVE REVOLUTION」                    | 永野椎菜  | 高山みなみ | 加藤みちあき, TWO-MIX | 4:42 |
| 5.                 | 「RHYTHM GENERATION」                  | 永野椎菜  | 高山みなみ | TWO-MIX               | 4:19 |
| 6.                 | 「WHITE REFLECTION」                   | 永野椎菜  | 高山みなみ | 高山みなみ, 永野椎菜  | 4:45 |
| 7.                 | 「TRUE NAVIGATION」                    | 永野椎菜  | 高山みなみ | TWO-MIX               | 4:14 |
| 8.                 | 「SUMMER PLANET No.1」                 | 永野椎菜  | 高山みなみ | TWO-MIX               | 4:32 |
| 9.                 | 「LIVING DAYLIGHTS」                   | 永野椎菜  | 高山みなみ | TWO-MIX               | 5:58 |
| 10.                | 「TIME DISTORTION」                    | 永野椎菜  | 高山みなみ | TWO-MIX               | 4:25 |
| 11.                | 「BEAT OF DESTINY」                    | 永野椎菜  | 高山みなみ | TWO-MIX               | 5:51 |
| 12.                | 「LAST IMPRESSION」                    | 永野椎菜  | 高山みなみ | TWO-MIX               | 7:32 |
| 13.                | 「TRUTH〜A Great Detective of Love〜」 | 永野椎菜  | 高山みなみ | TWO-MIX               | 5:36 |
| 14.                | 「BODY MAKES STREAM」                  | 永野椎菜  | 永野椎菜   | TWO-MIX               | 5:10 |
| 15.                | 「MAXIMUM WAVE」                       | 永野椎菜  | 高山みなみ | TWO-MIX               | 4:37 |
| 16.                | 「NAKED DANCE」                        | 永野椎菜  | 高山みなみ | TWO-MIX               | 3:58 |
| 合計時間:          | 合計時間:                              | 合計時間: | 合計時間:  | 79:13                 |      |

| 全作詞: 永野椎菜。 |                            |           |            |                           |      |
| #                  | タイトル                   | 作詞      | 作曲       | 編曲                      | 時間 |
| 1.                 | 「LOVE FORMULA -FREEDOM-」 | 永野椎菜  | 高山みなみ | TWO-MIX                   | 7:41 |
| 2.                 | 「GRAVITY ZERO」           | 永野椎菜  | 高山みなみ | TWO-MIX                   | 5:41 |
| 3.                 | 「MEETING ON THE PLANET」  | 永野椎菜  | 高山みなみ | TWO-MIX                   | 4:58 |
| 4.                 | 「BELIEVE MY BRAVE HEART」 | 永野椎菜  | 高山みなみ | TWO-MIX                   | 4:47 |
| 5.                 | 「1st RHYTHMIC YOUTH」     | 永野椎菜  | 高山みなみ | TWO-MIX                   | 5:50 |
| 6.                 | 「1st JUSTICE」            | 永野椎菜  | 高山みなみ | TWO-MIX                   | 5:27 |
| 7.                 | 「BREAK」                  | 永野椎菜  | 高山みなみ | TWO-MIX                   | 5:13 |
| 8.                 | 「BEFORE THE IGNITION」    | 永野椎菜  | 高山みなみ | TWO-MIX, 宮崎歩, 鈴木雅也 | 4:20 |
| 9.                 | 「DO THAT DANCE」          | 永野椎菜  | 高山みなみ | TWO-MIX, 宮崎歩, 鈴木雅也 | 4:55 |
| 10.                | 「AT THE END OF JOURNEY」  | 永野椎菜  | 高山みなみ | TWO-MIX, 宮崎歩, 鈴木雅也 | 4:56 |
| 11.                | 「LIGHTNING EVOLUTION」    | 永野椎菜  | 永野椎菜   | 永野椎菜, 鈴木雅也        | 5:56 |
| 12.                | 「I'M YOURS」              | 永野椎菜  | 永野椎菜   | 永野椎菜, 鈴木雅也        | 4:35 |
| 13.                | 「ACROSS THE END」         | 永野椎菜  | 永野椎菜   | 永野椎菜, 鈴木雅也        | 6:46 |
| 14.                | 「T.R.Y II-Next-」         | 永野椎菜  | 永野椎菜   | 永野椎菜, 鈴木雅也        | 6:35 |
| 合計時間:          | 合計時間:                  | 合計時間: | 合計時間:  | 77:40                     |      |

| #         | タイトル                                                                    | 作詞      | 作曲・編曲 | 編曲                | 時間  |
| --------- | --------------------------------------------------------------------------- | --------- | ---------- | ------------------- | ----- |
| 1.        | 「TWO-MIX 25th ANTHEM MEDLEY The Collaboration between TWO-MIX & 月蝕會議」 |           |            | 月蝕會議 & 永野椎菜 | 42:50 |
| 合計時間: | 合計時間:                                                                   | 合計時間: | 42:50      |                     |       |

| 全作詞: 永野椎菜。 |                                                         |           |            |                       |       |
| #                  | タイトル                                                | 作詞      | 作曲       | 編曲                  | 時間  |
| 1.                 | 「WHITE REFLECTION THE MOVIE 25th anniversary edition」 | 永野椎菜  | 高山みなみ | 永野椎菜              | 4:44  |
| 2.                 | 「WHITE REFLECTION THE MOVIE」                          | 永野椎菜  | 高山みなみ | 高山みなみ, 永野椎菜  | 4:44  |
| 3.                 | 「NON STOP MEGA MIX」                                   | 永野椎菜  | TWO-MIX    | TWO-MIX               | 20:17 |
| 4.                 | 「LOVE REVOLUTION」(Short PV)                           | 永野椎菜  | 高山みなみ | 加藤みちあき, TWO-MIX | 0:30  |
| 5.                 | 「TRUE NAVIGATION」(Short PV)                           | 永野椎菜  | 高山みなみ | TWO-MIX               | 0:30  |
| 6.                 | 「SUMMER PLANET No.1」(Short PV)                        | 永野椎菜  | 高山みなみ | TWO-MIX               | 1:30  |
| 7.                 | 「LIVING DAYLIGHTS」(Short PV)                          | 永野椎菜  | 高山みなみ | TWO-MIX               | 1:30  |
| 8.                 | 「TIME DISTORTION」(Short PV)                           | 永野椎菜  | 高山みなみ | TWO-MIX               | 0:30  |
| 9.                 | 「JUST COMMUNICATION (TV-CM)」(Special Tracks)          | 永野椎菜  | 馬飼野康二 | TWO-MIX               | 0:30  |
| 10.                | 「RHYTHM EMOTION (TV-CM)」(Special Tracks)              | 永野椎菜  | 高山みなみ | TWO-MIX               | 0:30  |
| 合計時間:          | 合計時間:                                               | 合計時間: | 合計時間:  | 35:15                 |       |

## 曲解説

### Disc 1
1. JUST COMMUNICATION
  - デビューシングル。
  - テレビ朝日系アニメ『新機動戦記ガンダムW』前期オープニングテーマ。
2. RHYTHM EMOTION
  - 2ndシングル。
  - テレビ朝日系アニメ『新機動戦記ガンダムW』後期オープニングテーマ。
3. T・R・Y -RETURN TO YOURSELF-
  - 3rdシングル。
  - TBS系『スーパーサッカー』エンディングテーマ。
4. LOVE REVOLUTION
  - 4thシングル。
  - テレビ朝日系ドラマ『KIRARA』オープニングテーマ。
5. RHYTHM GENERATION
  - 5thシングル。
  - テレビ東京系『ゴジラ王国』オープニングテーマ。
6. WHITE REFLECTION
  - 6thシングル。
  - OVA『新機動戦記ガンダムW Endless Waltz』主題歌。
7. TRUE NAVIGATION
  - 7thシングル。
  - テレビ朝日系『X-ファイルIII』イメージソング。
8. SUMMER PLANET No.1
  - 8thシングル。
  - 東京テレメッセージ「P・PRESS」CMソング。
9. LIVING DAYLIGHTS
  - 9thシングル。
  - テレビ朝日系『NBA FAST BREAK』エンディングテーマ。
10. TIME DISTORTION
  - 10thシングル。
  - TBS系『王様のブランチ』エンディングテーマ。
11. BEAT OF DESTINY
  - 11thシングル。
  - テレビ朝日系『ウッチャンナンチャンの炎のチャレンジャー これができたら100万円!!』エンディングテーマ。
  - タケダスポーツ CMソング。
12. LAST IMPRESSION
  - 12thシングル。
  - 劇場版『新機動戦記ガンダムW Endless Waltz 特別編』主題歌。
13. TRUTH〜A Great Detective of Love〜
  - 13thシングル。
  - よみうりテレビ・日本テレビ系『名探偵コナン』オープニングテーマ。
14. BODY MAKES STREAM
  - 14thシングル。
  - TBS系『スーパーサッカー』エンディングテーマ。
15. MAXIMUM WAVE
  - 15thシングル。
  - ららぽーとスキードームSSAWS CMソング。
16. NAKED DANCE
  - 17thシングル（TWO∞MIX名義）。
  - TBS系『ランク王国』オープニングテーマ。

### Disc 2
1. LOVE FORMULA -FREEDOM-
  - 16thシングル「Side "Formula"」収録曲。
  - TBS系『ランク王国』オープニングテーマ。
2. GRAVITY ZERO
  - 18thシングル。
3. MEETING ON THE PLANET
  - 5thシングルのc/w曲。
  - NACK5『RADIO TWO-MIX』オープニングテーマ。
4. BELIEVE MY BRAVE HEART
  - 4thアルバム『FANTASTIX』収録曲。
5. 1st RHYTHMIC YOUTH
  - 6thアルバム『RHYTHM FORMULA』収録曲。
  - 1999年に高山美瑠 with TWO-MIXが発表したシングル「RHYTHMIC YOUTH」のセルフカバー。
6. 1st JUSTICE
  - 6thアルバム『RHYTHM FORMULA』収録曲。
  - 1999年に高山美瑠 with TWO-MIXが発表したシングル「JUSTICE〜Future Mystery〜」のセルフカバー。
7. BREAK
  - 9thシングルのc/w曲。
  - よみうりテレビ・日本テレビ系『名探偵コナン』挿入歌。
8. BEFORE THE IGNITION
  - 19thシングル。アルバム初収録[22]。
9. DO THAT DANCE
  - 19thシングルのc/w曲。アルバム初収録[22]。
10. AT THE END OF JOURNEY
  - 19thシングルのc/w曲。アルバム初収録[22]。
  - リリース当時、トラックダウンする際にカットしていたアウトロ部分を追加している[23]。
11. LIGHTNING EVOLUTION
  - 20thシングル。アルバム初収録[22]。
12. I'M YOURS
  - 20thシングルのc/w曲。アルバム初収録[22]。
13. ACROSS THE END
  - 21stシングルのc/w曲。アルバム初収録。
  - 初CD化された[22]と同時に、タイトルの表記が変更されている。
14. T.R.Y II-Next-
  - 21stシングル。アルバム初収録。
  - 初CD化された[22]と同時に、タイトルの表記が変更されている。

### Disc 3（初回限定盤のみ）
1. TWO-MIX 25th ANTHEM MEDLEY The Collaboration between TWO-MIX & 月蝕會議
  - ももいろクローバーZやHey! Say! JUMP、ヒプノシスマイク -Division Rap Battle-などに楽曲提供している音楽クリエイターバンドの月蝕會議が、TWO-MIXの楽曲をインストゥルメンタルメドレー形式にリミックスしたもの[24]。総合監修として、永野椎菜が制作に直接携わっている[24]。楽曲は以下の通り。

  1. BELIEVE MY BRAVE HEART
  2. JUST COMMUNICATION
  3. RHYTHM EMOTION
  4. WHITE REFLECTION
  5. LAST IMPRESSION
  6. ACROSS THE END
  7. GRADUATION
  8. BELIEVE
  9. WINTER LOVE EXPRESS
  10. TRUST ME
  11. SILENT CRUISING
  12. LOVE REVOLUTION
  13. ENDLESS LOVE
  14. TRUE NAVIGATION
  15. MEETING ON THE PLANET
  16. CAN'T STOP LOVE
  17. THOUSAND NIGHTS
  18. DIVIN' TO PARADISE
  19. FROM FAR DISTANCE
  20. LIGHTNING EVOLUTION
  21. I'LL BE THERE
  22. LIVING DAYLIGHTS
  23. BREAK
  24. TRUTH〜A Great Detective of Love〜
  25. T・R・Y -RETURN TO YOURSELF-
  26. T.R.Y II-NEXT-

### Blu-ray（初回限定盤のみ）
1. WHITE REFLECTION THE MOVIE 25th anniversary edition
  - このアルバムのために、永野椎菜の手によって新たにリメイクされた。
  - 2021年4月29日に、配信シングルとしてリリースされた[25]。
2. WHITE REFLECTION THE MOVIE
  - 当初は、1997年に発売されたベスト・アルバム『BPM "BEST FILES"』のCD-ROMに収録され、2001年に『WHITE REFLECTION THE MOVIE』としてDVD化された。今回が初となるBlu-ray化が実現した[8]。
3. NON STOP MEGA MIX
  - 映像作品『WHITE REFLECTION THE MOVIE』に収録され、初Blu-ray化が実現した。楽曲は以下の通り。

  1. JUST COMMUNICATION
  2. TIME DISTORTION
  3. WAKE
  4. STAYIN'ALIVE
  5. WHITE REFLECTION
  6. BURNING
  7. INNOCENT DANCE
  8. MAXIMUM
4. LOVE REVOLUTION (Short PV)
5. TRUE NAVIGATION (Short PV)
6. SUMMER PLANET No.1 (Short PV)
7. LIVING DAYLIGHTS (Short PV)
8. TIME DISTORTION (Short PV)

Special Tracks
1. JUST COMMUNICATION (TV-CM)
2. RHYTHM EMOTION (TV-CM)

## リリース日一覧
| 地域 | リリース日    | レーベル       | 規格       | 規格品番     | 最高順位 | 形態       |
| ---- | ------------- | -------------- | ---------- | ------------ | -------- | ---------- |
| 日本 | 2021年2月10日 | キングレコード | CD+Blu-ray | KICS-93911/3 | 6位      | 初回限定盤 |
| 日本 | 2021年2月10日 | キングレコード | CD         | KICS-3911/2  | 6位      | 通常盤     |